# Nucras intertexta
Nucras intertexta är en ödleart som beskrevs av  Smith 1838. Nucras intertexta ingår i släktet Nucras och familjen lacertider. Inga underarter finns listade i Catalogue of Life.